# Lainya
Lainya är ett län (county) i Sydsudan. Det ligger i delstaten Central Equatoria, i den södra delen av landet, väster om huvudstaden Juba.